# Meteorito Shergotty
O meteorito Shergotty foi o primeiro exemplo da família dos meteoritos marcianos shergotitos. Foi um meteorito pesando 5 kg que caiu na Terra em  Shergotty (agora Sherghati), no distrito de Gaya, Bihar, India em 25 de agosto de 1865, tendo sido recuperado por testemunhas quase que imediatamente. Este meteorito é relativamente jovem; datação radiométrica indica que este se originou de magma vulcânica que se solidificou a aproximadamente 4.1 bilhões de anos atrás. Este meteorito é composto majoritáriamente de piroxena, e especula-se que este tenha passado por alteração aquosa por vários séculos. Certas formações dentro de seu interior parecem sugerir a presença de vestígios de biofilme, e suas comunidades microbianas associadas.